# Brian Quinn
Brian Michael "Q" Quinn (nacido el 14 de marzo de 1976) es un comediante, actor y productor estadounidense. Quinn nació en Brooklyn, pero su familia se mudó a Staten Island antes de que él tuviera 2 años. Es miembro de Los Tenderloins, una compañía de comedia formada por él mismo, Sal Vulcano, James Murray y anteriormente Joe Gatto. Junto con los otros miembros de Los Tenderloins, protagoniza la serie de televisión Impractical Jokers, que se estrenó el 15 de diciembre de 2011 en TruTV.

## Primeros años
Quinn nació el 14 de marzo de 1976 en Brooklyn, Nueva York, pero se mudó a Staten Island, Nueva York antes de cumplir los dos años. Es de ascendencia irlandesa e italiana. Quinn asistió a la escuela secundaria Monseñor Farrell. Junto con Murray, Vulcano y Gatto, fue miembro del Club de Improvisación de su escuela secundaria. Estudió en el Brooklyn College antes de unirse al Departamento de Bomberos de la ciudad de Nueva York, donde sirvió durante ocho años.

## Carrera

### Etapa temprana
A pesar de no ser un miembro inicial de la compañía de comedia de sus amigos Los Tenderloins, después de que uno de los miembros originales, Mike Boccio, dejara el grupo en el año 2006, Quinn se convirtió en el cuarto miembro de la compañía.
Los Tenderloins comenzaron a producir sketches de comedia juntos, publicándolos en YouTube, Myspace y Metacafe, acumulando millones de visitas en línea. En 2007, la compañía ganó el gran premio de $ 100,000 en la competencia It's Your Show de NBC por el boceto "Time Thugs".

### Impractical Jokers otros programas de televisión
Impractical Jokers se estrenó el 15 de diciembre de 2011 en TruTV. La primera temporada fue vista por más de 32 millones de espectadores. El programa se convirtió rápidamente en la serie más popular de TruTV y ha llevado a Quinn la atención del público.
En 2019, Quinn, junto con los otros miembros Los The Tenderloins, protagonizó Índice de miseria, que es presentado por Jameela Jamil y está basado en el juego de cartas de Andy Breckman "Shit Happens".
Impractical Jokers: The Movie se estrenó el 21 de febrero de 2020.

## Podcasts

### El podcast de los Tenderloins
El grupo comenzó a presentar un podcast en abril de 2012. Está disponible en su sitio web oficial y en iTunes .

### ¿Lo que usted dice?
¿Lo que usted dice? , un podcast ocasional presentado por Sal Vulcano y Quinn, fue nombrado Mejor Nuevo Programa en los Premios Stitcher 2013. La creciente popularidad de What Say You provocó una competencia amistosa entre los comediantes, lo que llevó a Joe Gatto y James Murray a lanzar su propio podcast Tenderloins sin los otros dos miembros. En 2015, ¿qué dices? fue nominado para los premios de comedia, entretenimiento y podcast a la mejor producción en la décima edición de los premios anuales de podcast . Vulcano y Quinn han declarado que el podcast es su propio proyecto paralelo, no un reemplazo de The Tenderloins Podcast. El grupo explicó que era difícil coordinar los horarios de los cuatro miembros fuera del trabajo, lo que dificultaba producir el podcast oficial de su grupo con regularidad.

### Dile a Steve Dave
Q también es parte del podcast Dile a Steve Dave (Tell 'Em Steve-Dave!), en el que es coanfitrión con Bryan Johnson y Walt Flanagan. El podcast comenzó en febrero de 2010 con Quinn en el papel de ingeniero de audio sin micrófono, y poco después como comentarista ocasional y, en última instancia, coanfitrión.

## Vida personal
Quinn sufre de aracnofobia. Tiene 3 gatos, llamados Benjamin, Brooklyn y Chessie. Junto con eso, tiene un tatuaje que dice: “38. Vive solo. Tiene 3 gatos” como resultado de un triple castigo sobre Impractical Jokers. Quinn sufre de depresión y ha sido muy abierto sobre sus luchas a lo largo de los años.
Mientras viajaba a Alemania en 2009, Quinn fue arrestado por alteración del orden público mientras visitaba el Oktoberfest. Un agresor le dio un puñetazo en la cara y le sacó el diente. Quinn fue escoltado de regreso a los Estados Unidos por la policía alemana y fue rescatado por los miembros de su grupo Los Tenderloins.
Desde su época en Impractical Jokers, Quinn ha donado $ 50,000 al Departamento de Bomberos de la ciudad de Nueva York y ocasionalmente se reúne con sus excompañeros de trabajo.
En 2019, Quinn revivió la Rubsam & Horrmann Brewing Company en Staten Island.
El 31 de enero de 2021, Quinn confirmó a través de su cuenta de Twitter que había dado positivo por COVID-19 en medio de la pandemia en los Estados Unidos.